# Fayetteville (Ohio)
Fayetteville és una població dels Estats Units a l'estat d'Ohio. Segons el cens del 2000 tenia 372 habitants.

## Demografia
Segons el cens del 2000, Fayetteville tenia 372 habitants, 142 habitatges, i 93 famílies. La densitat de població era de 287,3 habitants/km².
Dels 142 habitatges en un 33,8% hi vivien nens de menys de 18 anys, en un 52,1% hi vivien parelles casades, en un 10,6% dones solteres, i en un 34,5% no eren unitats familiars. En el 26,8% dels habitatges hi vivien persones soles l'11,3% de les quals corresponia a persones de 65 anys o més que vivien soles. El nombre mitjà de persones vivint en cada habitatge era de 2,62 i el nombre mitjà de persones que vivien en cada família era de 3,28.
Per edats la població es repartia de la següent manera: un 29% tenia menys de 18 anys, un 10,8% entre 18 i 24, un 32% entre 25 i 44, un 19,9% de 45 a 60 i un 8,3% 65 anys o més.
L'edat mediana era de 32 anys. Per cada 100 dones de 18 o més anys hi havia 94,1 homes.
La renda mediana per habitatge era de 34.375 $ i la renda mediana per família de 50.000 $. Els homes tenien una renda mediana de 35.694 $ mentre que les dones 26.667 $. La renda per capita de la població era de 18.717 $. Aproximadament el 7,6% de les famílies i el 8,5% de la població estaven per davall del llindar de pobresa.

## Poblacions més properes
El següent diagrama mostra les poblacions més properes.